# HMS Saumarez (G12)
Pour les autres navires du même nom, voir HMS Saumarez.
Pour les articles homonymes, voir G12.
Le HMS Saumarez (G12) est un destroyer de classe S de la Royal Navy qui a servi durant la Seconde Guerre mondiale. Il est nommé en l'honneur de l'amiral James Saumarez.

## Service
- Bataille du cap Nord
- Débarquement de Normandie
- Bataille du détroit de Malacca
- Incident du détroit de Corfou

### Sources et bibliographie
- Destroyers of the Royal Navy, 1893-1981, Maurice Cocker, 1983, Ian Allan  (ISBN 0-7110-1075-7).
- Conway's All the World's Fighting Ships, 1922-1946, Ed. Robert Gardiner, Naval Institute Press,  (ISBN 0-87021-913-8).
- (en) Alan Raven, War Built Destroyers O to Z Classes, London, Bivouac Books, 1978 (ISBN 0-85680-010-4).
- (en) M. J. Whitley, Destroyers of World War 2, Annapolis, Maryland, Naval Institute Press, 1988, 320 p. (ISBN 0-87021-326-1).